# Kiara e os Luminitos
Kiara e os Luminitos é uma série de desenho animado brasileira criado e dirigido por Claudia Castello e Paulo Fontenelle. Foi produzido pelos Estúdios Aqueles Caras em parceria com o estúdio de animação Copa Studio e Dulado Animação, e veiculado pela TV Rá-Tim-Bum desde 1 de agosto de 2009, embora as produções tenham se encerrado em outubro do mesmo ano, ainda continua sendo reprisado pelo canal. Também estreou na TV Cultura numa sexta-feira, dia 22 de abril de 2011, ás 8h15. Esteve também no Canal Zoomoo desde 2013.
Foi transmitida em Portugal através da ZON TVCabo (ZON Multimedia), quando esta retransmitia a programação da TV Rá-Tim-Bum para o país.

## Enredo
Kiara, seus pais e a gatinha Íris viviam na Terra até que a poluição tomou conta do planeta. Eles embarcaram em uma nave espacial à procura de um mundo melhor e chegaram ao planeta Lumino. Lá, conheceram os Luminitos. Agora, Kiara terá que vencer a timidez para conquistar a amizade de seus novos vizinhos.

## Personagens[5]
- Kiara (Antoniela Canto) - Kiara é uma menina ruivinha de 7 anos, com algumas sardas pelo rosto e estrelas no cabelo. É filha única e muito tímida. Anda sempre com seu bichinho de estimação, a gatinha Íris. Depois de conhecer os Luminitos, ela vai aprender um bocado sobre a importância da amizade e da convivência em grupo.

- Iris - É uma gata persa, branca, peluda e com um olho verde e o outro azul, com quem Kiara costuma conversar sobre suas dúvidas e medos. Íris é dócil e afetuosa com a sua dona. Também gosta muito de Analuz, uma Luminita que também se torna a melhor amiga de Kiara.

- Analuz (Fernanda Bullara) - Analuz é uma Luminita super simpática e falante. Com seu jeitinho, vai conquistando a confiança de Kiara e fazendo dela sua nova amiga. Se acha feia porque é rechonchuda e usa óculos, e é sempre provocada pela Purpurina. Mas Analuz é uma gracinha. Seu ponto de luz é uma pequena estrelinha na testa que brilha quando está muito feliz.

- Luna (Antoniela Canto) - Luna quase não abre a boca. Quando fala, é só para concordar com Purpurina, pois é sua maior aliada e vive com medo de perder a amiga. Seu ponto de luz é uma pequena meia lua no peito, que brilha quando Purpurina, por interesse, lhe faz algum elogio.

- Lusco-Fusco (Yuri Chesman) - Lusco-Fusco é o comilão do grupo. Está sempre com fome e devora tudo o que encontra pela frente. Vai tudo para o seu estômago: brinquedos, móveis, cadernos, vegetação, o que aparecer. É bem humorado, bochechudo e barrigudo. Sua boca é pequena, mas quando começa a comer, ela cresce um bocado.

- Lux (Nestor Chiesse) - Lux é um Luminito muito popular e se orgulha disso. Gosta de aventuras, novidades e de impressionar a galera. Tem especial simpatia por Kiara e é por isso que, quando ela se aproxima dele, sua marquinha em forma de sol na barriga começa a brilhar.

- Pirilampo (Armando Tiraboschi) - Esse Luminito está constantemente mal-humorado e é sempre do contra. Não gosta disso ou daquilo, mas, de uma hora para outra, passa a gostar daquilo e disso - vai entender... No fundo, ele é bonzinho e está sempre atento a tudo. Pirilampo tem pequenas asas nos ombros que lhe permite voar. Seu ponto de luz está nas suas anteninhas que brilham toda vez que ele reclama.

- Professor Luneta (Orlando Viggiani) - É o professor da Escola da Luz e ensina todas as matérias. Inteligente, culto e dedicado à turma, tem a maior paciência com todo mundo. É também um bom amigo, sempre pronto a ajudar e a abrir os horizontes da galera. Seu ponto de luz é o seu chapéu, que brilha quando ele ou seus alunos têm uma boa ideia.

- Purpurina (Aline Lacerda) - Purpurina é uma Luminita que “se acha” e quer ser a mais bonita e popular da turma. É extremamente vaidosa e usa muitos adereços para se embelezar. Não consegue ter bons amigos porque está sempre querendo disputar com todos o centro das atenções do grupo. Implica especialmente com Kiara e Analuz.

## Episódios
| Temporada | Temporada | Episódios | Exibição original   | Exibição original     |
| Temporada | Temporada | Episódios | Estreia             | Final                 |
| --------- | --------- | --------- | ------------------- | --------------------- |
|           | 1         | 13        | 1 de agosto de 2009 | 24 de outubro de 2009 |

## 1ª Temporada (2009)
| Episódio (série) | Episódio (temp.) | Título                    | Escrito e dirigido por | Exibição original      |
| --- | ---------------- | ------------------------- | ---------------------- | ---------------------- |
| 1 | 1                | "Fazendo Amigos"          |                        | 1 de agosto de 2009    |
| Kiara acabou de chegar ao Planeta Lumino. Ela teme ser rejeitada pela galera de Luminitos que mora em sua rua. Por isso, fica em casa, em seu quarto, sem ter o que fazer e nem com quem brincar. Só conta com a companhia de sua gatinha Íris. |                  |                           |                        |                        |
| 2 | 2                | "O Primeiro Dia de Aula"  |                        | 8 de agosto de 2009    |
| Kiara vai precisar de coragem para enfrentar o seu primeiro dia de aula na Escola da Luz, no planeta Lumino. Ela está com receio pois só tem uma amiguinha, a Analuz. |                  |                           |                        |                        |
| 3 | 3                | "Viva As Diferenças"      |                        | 15 de agosto de 2009   |
| Kiara está se achando muito feia e magra. Analuz também reclama de sua aparência redondinha. As duas vão conversando sobre o assunto e acabam descobrindo que todos são diferentes em alguma coisa, mas ser diferente é justamente o que nos torna especiais. |                  |                           |                        |                        |
| 4 | 4                | "O Baile"                 |                        | 22 de agosto de 2009   |
| Kiara está nervosa, pois hoje é dia de Baile na escola, mas ela não sabe dançar direito, quando toca uma música. Mesmo com vários incentivos, ela ainda não aprendeu. Só na hora da dança, é que ela achou seu ritmo (ou melhor, se divertindo!) |                  |                           |                        |                        |
| 5 | 5                | "A Corrida"               |                        | 29 de agosto de 2009   |
| Kiara vê seus amigos correndo pela sua rua, e decide se juntar a eles. Eles explicam que estão treinando para uma maratona de corrida na escola. Kiara mostra a eles uma esteira de correr que era usada com frequência na Terra. No dia da corrida, eles tem que chegar na linha final, onde fica um bolo. Kiara não entende, até que chega o corredor extra (Lusco-Fusco). Todos correm, e Lusco-Fusco (apesar de correr na última hora) ao ver o bolo, corre mais rápido que todos, e come o bolo inteiro. |                  |                           |                        |                        |
| 6 | 6                | "Plantando Alimentos"     |                        | 5 de setembro de 2009  |
| Kiara nunca tinha visto comida natural (vegetal ou animal), já que ela só comia comida em cápsulas. Analuz então leva ela até sua casa, que tem uma horta no quintal, e explica a ela tudo sobre como plantar alimentos. |                  |                           |                        |                        |
| 7 | 7                | "Aprendendo A Voar"       |                        | 12 de setembro de 2009 |
| Na Escola da Luz, todos os outros alunos estão se divertindo na lagoa, enquanto Pirilampo está tendo aulas de voo. Kiara fala aos amigos sobre os esportes que ela praticou na Terra, como Natação, Queimado, e Educação Física. Kiara então está disposta a fazer com que todos (até mesmo os que não tem asas), participem da aula de voo. Ela então faz várias Asas-deltas para todo mundo poder voar. |                  |                           |                        |                        |
| 8 | 8                | "A Lagarta e a Borboleta" |                        | 19 de setembro de 2009 |
| Enquanto ensina sobre a transformação da Lagarta para a Borboleta, o Professor Luneta ensina sobre a transformação de comportamento das pessoas, da infância, até a adolescência. |                  |                           |                        |                        |
| 9 | 9                | "Senhora dos Mil Olhos"   |                        | 26 de setembro de 2009 |
| Enquanto todos brincam de pega-pega, Analuz só quer saber de brincar com sua boneca nova, a Senhora dos Mil Olhos, e recusa-se a brincar com os outros. |                  |                           |                        |                        |
| 10 | 10               | "Quatro Olhos"            |                        | 3 de outubro de 2009   |
| Analuz é caçoada por usar seus óculos, e por sempre esbarrar em algo quando está sem eles. |                  |                           |                        |                        |
| 11 | 11               | "Um Dia Quente"           |                        | 10 de outubro de 2009  |
| Está fazendo calor em Lumino, e todos estão suando. Professor Luneta fala da importância do Sol para o planeta, após ouvir as reclamações dos alunos. Então ele leva eles numa espaçonave para ver o Sol e o Planeta Lumino. Kiara percebe que a órbita do Sistema Solar deles é igual a da dela. |                  |                           |                        |                        |
| 12 | 12               | "Saindo da Moda"          |                        | 17 de outubro de 2009  |
| Kiara e Analuz falam sobre a moda e os vários tipos de roupas que eram (e são) usadas para seguir o estilo da moda. Elas também imaginam os outros usando roupas. |                  |                           |                        |                        |
| 13 | 13               | "O Instrumento Musical"   |                        | 24 de outubro de 2009  |
| Professor Luneta chega trazendo um instrumento parecido com um piano portátil capaz de tocar as sete notas musicais: Dó, Ré, Mi, Fá, Sol, Lá e Si. Ele aproveita, e utiliza o instrumento para ensinar aos alunos tudo sobre essas notas musicais. |                  |                           |                        |                        |

## Curiosidades
- Os traços dos Luminitos chegam a lembrar os traços de personagens do estilo de animação japonês Kawaii e o estilo Super Deformed.

- Os rostos das personagens adultas nunca aparecem, só aparecendo seu pescoço pra baixo, do mesmo jeito em Tom e Jerry e A Vaca e o Frango.